# 高橋三吉
高橋 三吉（たかはし さんきち、1882年（明治15年）8月24日 - 1966年（昭和41年）6月15日）は、大正・昭和期の日本の海軍軍人。第22代連合艦隊司令長官。最終階級は海軍大将。

## 来歴

### 生い立ち
高橋は旧岡山藩藩士で、宮内省仕人高橋信孝の三男として東京市に生まれた。攻玉社四年在学中に海軍兵学校に合格し、1901年（明治34年）に第29期を125人中5位の席次で卒業。同期に藤田尚徳大将や米内光政大将がいる。殊に同じく攻玉社出身の佐久間勉とは兵学校入学前からの親友であったと後に本人が書いている。

### 海軍軍人
日露戦争には駆逐艦「叢雲」乗組員として参加。黄海海戦後に戦艦「敷島」の分隊長に転任して日本海海戦に参加した。日露戦争が終わると砲術練習所に入所して砲術を学び、1908年（明治41年）に海軍大学校乙種、翌年に砲術学校高等科、1910年（明治43年）に海軍大学校甲種と、砲術に関する技術習得と研究に勤しんだ。尉官時代はこのように高等教育を受けたり艦艇の分隊長を歴任して経験を積んだりと、典型的な成績上位者の下積み時代を過ごしている。
第一次世界大戦中の1915年（大正4年）2月から翌年4月まで、少佐に進級していた高橋は欧米諸国を出張視察した。とはいえ、欧米諸国の軍艦に乗り込んで海戦を視察する観戦武官の地位は得られなかったため、戦場を見ることはなく銃後の社会を広く見聞するに留まった。
視察から帰国した高橋は中佐に昇進。1917年（大正6年）6月に第一特務艦隊参謀に任じられて海外派遣されるまでの一年間、戦隊参謀や戦艦副官を務めた。第一特務艦隊は、インド洋を横断する連合軍の補給船団をドイツ潜水艦の攻撃から守るために臨時編制され、シンガポールとケープタウンに常駐して護衛任務を担当した。実際はドイツにインド洋まで潜水艦を派遣する余裕がなかったため、この艦隊は対潜戦闘をほとんど経験することなく、高橋は半年の任期を全うして帰国した。帰国後、大佐に昇進するまでの3年間は横須賀鎮守府や第二艦隊の参謀、海軍大学校の教官を歴任している。
なおこの時、留守を守る夫人に変な虫がつくことを心配し、佐世保鎮守府で内勤していた米内光政の元に夫人を預けている。のちに高橋は強硬な艦隊派となり、米内は壊滅した条約派の遺志を継いで避戦に徹することになり、両者の思想信条は大きくかけ離れていた。しかし私生活においては高橋と米内は強い友情で結ばれていたといわれる。同級生の藤田尚徳とともに、昼行灯で出世に無頓着な米内の潜在能力を早くから見抜いており、自分と藤田より米内の出世が1年遅いことを苦々しく思っていた。
高橋が海軍の歴史に顔を出すのは、2年間務めた大学校教官を退いて1922年（大正11年）11月に着任した軍令部第2課長の時代である。前年にワシントン軍縮条約が調印され、高橋が課長に着任する直前の8月に発効となっていた。砲術専攻の高橋としては、幻に終わった八八艦隊があまりにも惜しく、条約に反対することを決意した。政府を牽引して条約を成立させた加藤友三郎大臣以下の海軍省が強力な権限を発揮したことを読み取った高橋は、海軍省から軍令部に権限を譲渡させ、軍令部の発言力を強化すべきと考えた。早速加藤寛治軍令部次長や末次信正第一班長に進言したが、実際にワシントン会議で主張を一蹴された加藤と末次は「時期尚早」として高橋の進言を却下した。さかのぼって1915年（大正4年）、軍令部の権限拡大運動を画策した佐藤鉄太郎中将は、軍令部次長に着任してわずか4ヶ月で更迭された。加藤や末次が佐藤の二の舞を避けたいと思うのも無理はない。しかし、高橋案が却下されてから実現まで、僅か10年の歳月しか経たなかった。
1924年から翌年にかけて、高橋は敷設艦「阿蘇」・戦艦「扶桑」の艦長を歴任し、1925年（大正14年）12月に少将へ昇進すると同時に軍令部第二班長に着任した。戦術戦略を担当する第一班と違い、高橋が担当する第二班は戦争指導が主務であり、高橋の私案を扱う部署ではなかった。
1926年（大正15年）11月、連合艦隊参謀長に着任した。連合艦隊司令長官は加藤寛治で、連日激しい訓練を強いていた。このため、高橋の着任中にも敷設艦「常磐」の機雷自爆事故などの小規模な事故が相次いだ。連日の猛訓練の結果、1927年（昭和2年）8月24日、夜襲訓練中に巡洋艦「神通」と駆逐艦「蕨」、巡洋艦「那珂」と駆逐艦「葦」の多重衝突事故が発生した。いわゆる美保関事件である。この時連合艦隊は大混乱に陥ったため、高橋は旗艦「長門」に退避を命じ、加藤も賛同した。それに対して大川内伝七参謀が怒声とともに抗議し、絶句した加藤に代わって高橋が謝罪して前言を撤回し、事故の収束に当たった。高橋本人は大川内の非礼ながら正鵠を得た抗議に感服したが、加藤はわだかまりを感じたようで、のちに大川内と同郷の百武源吾に「（大川内や百武の郷土）佐賀の人間は偏屈で狭量」と口を滑らせ、逆に百武から罵倒される原因となった。
加藤は末次信正や中村良三とともに高橋を腹心として高く評価していた。しかし実際は、末次は加藤を最大限利用したに過ぎず、高橋と中村にとって加藤は頼るべき存在ではなく、たまたま上官になっただけの関係と見なしていた節がある。
1928年（昭和3年）4月、連合艦隊に初めて空母を組み込むことになり、「赤城」を中心とした第一航空戦隊が設けられた。この初代司令官に任命されたのが高橋である。砲術一筋の高橋にとって、空母の運用は全く異質なために相当困惑し、一度は辞退したものの、漸減邀撃作戦に航空機を導入する絶好の試用期間であると説得されて着任した。当時の赤城艦長は山本五十六大佐で、山本以下のスタッフの働きに高橋は大いに満足した。と同時に、航空が艦隊の中で重要な位置を占めると確信できたようで、のちに連合艦隊司令長官に着任した頃、「大和」「武蔵」の建造が始まった際には、戦艦建造の必要性があるかどうか再考を促すコメントを残している。鉄砲屋の高橋が宗旨替えしたことに技官たちは驚きつつも、「軍令部の意向に反して自分の経験だけで計画に横槍を入れるとは、連合艦隊司令長官はそんなに偉い立場なのか」と反論されている。
中断をはさんで合計1年の司令官生活を終えて海軍大学校長に転任する。この期間に高橋は植芝盛平が創設した合気道に傾倒して植芝の門下生となり、武道としては新参の合気道を大学校教育に導入することも検討した。
1931年（昭和6年）、高橋が長らく暖めていた軍令部の権限強化を実行する絶好の好機が訪れた。満州事変が勃発し、関東軍の独走を事後承諾する形式とはいえ、参謀本部は陸軍省より迅速に事変への介入と指導に邁進した。陸軍省をもしのぐ参謀本部の実力が遺憾なく発揮されたことで、海軍省に頭が上がらない軍令部の現状に問題提起しやすくなったのである。さらに軍令部長に伏見宮博恭王が着任し、高橋が1932年（昭和7年）2月に軍令部次長に招聘されたため、雌伏10年にして私案を堂々と提出できる立場になった。伏見宮の激励も追い風となり、高橋は海軍省の権限を少しずつ剥ぎ取って軍令部のものに変えていった。なお昭和7年に出版された「米国海軍の真相（有終会）」は「米国の工業力は日本の10～20倍」「米海軍軍人の士気・能力は日本海軍軍人に劣らない」など日米海軍の戦いでは日本の勝利はおぼつかないとする内容の書籍であったが、高橋は海軍軍令部次長として、これを極めて高く評価する推薦文を寄稿している。
1933年（昭和8年）3月、高橋は軍令部条例と省部互渉規定の改定案を提出した。この両法令は、平時に海軍省が掌握している人事権や予算編成の権利を、緊急を要する戦時には軍令部へ預けて迅速な戦争遂行を進める一方、終戦とともに海軍省へ返還する各種の権限を定めてある。これを平時にも軍令部に完全移譲させようというのが高橋の最終目標であった。この改正案は、昭和天皇が一読して「人事や予算が軍令部の勝手に使われる恐れが極めて高い」と憂慮するほど劇的なものであった。
軍令部と海軍省の交渉は難航することが必至で、実際に最初の衝突となった課長級協議では、南雲忠一第二課長と井上成美軍務局第一課長の罵倒合戦となり、予想通り決裂した。この席で南雲が井上を脅迫したことはよく知られている。嶋田繁太郎第一班長と寺島健軍務局長による局長級会議、高橋と藤田尚徳海軍次官との次官級協議も決裂した。高橋個人としては、同期の友人でありライバルである藤田と戦うことには引け目を感じていたが、次官級協議が決裂しても、最終協議をする伏見宮部長に対して大角岑生海軍大臣が異議を唱えることはないという勝算があった。高橋の予想通り、大角は伏見宮に屈服して改正案が認められた。
こうして十年越しの野望を達成した高橋は、この年の11月定期異動で第2艦隊司令長官に転任して赤煉瓦を去った。早速「大角人事」と揶揄される条約派粛清の人事が発動しようとしていた頃である。先に航空戦隊司令官を経験した高橋は、最前線部隊の第2艦隊にこそ航空戦隊が必要と説いた。しかし空母そのものが3隻しかないため、航空戦隊は第1艦隊しか設置できなかった。高橋の要望が叶ったのは、4隻目の空母「龍驤」が完成し、高橋が連合艦隊司令長官に栄転した翌年11月のことで、第2艦隊時代に空母を運用する機会は遂に訪れなかった。

#### 連合艦隊司令長官

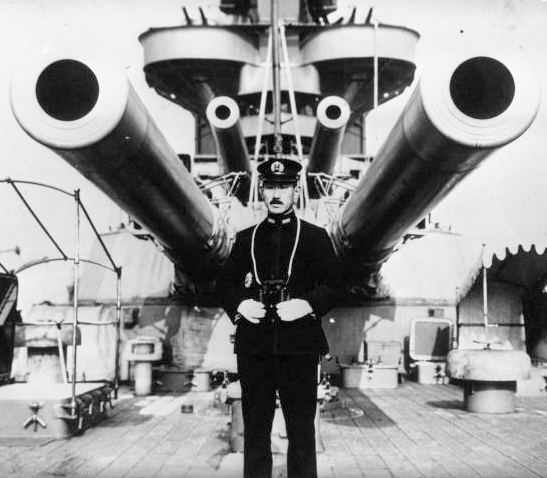

実働部隊の頂点に立った高橋の任期は1934年から1936年までの2年間で、ここでも高橋は苦労を強いられた。1935年（昭和10年）9月、台風接近の報告を知りながらも、訓練を強行したために多数の艦艇が波浪で損傷する「第四艦隊事件」を招いてしまう。荒天時の艦隊運用ができると判断し、幕僚の制止を押し切った高橋の判断ミスによるものだが、責任を問われなかった。1936年（昭和11年）2月には陸軍皇道派による二・二六事件が勃発。この時には軍令部・海軍省とも大混乱に陥り、反乱軍を鎮圧すべきか黙認すべきか判断できない状況になった。高橋は独断で第一艦隊を東京湾に、第二艦隊を大阪湾に突入待機させ、いつでも反乱軍を攻撃できるよう万全な準備を整えて待機した。幸いにも反乱軍は自ら退去し、事態は収拾された。この年の4月に大将へと登り詰めた。

### 軍事参議官・晩年

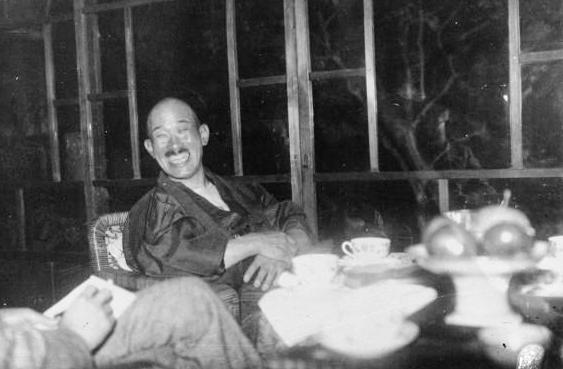
自宅で寛ぐ高橋三吉

1936年末の定期異動で高橋は現場を去って軍事参議官に退いた。ロンドン軍縮条約が破棄されて建艦競争が始まり、盧溝橋事件を契機に日華事変が始まる時期である。高橋は軍令部の権限強化を臨んで自ら実現化させてはいたが、だからといって対米戦争を積極的に起こす気もなかった。しかし軍事参議官を務めている間にも、海軍では対米戦も辞さない空気が広がりつつあった。駐米武官の経験があって対米協調を重視する将官に百武源吾・長谷川清・山本五十六らがいたが、海軍省で戦争回避に奔走できるのは山本ぐらいしかいない。そこで高橋は藤田とともに海軍を去ることを決意する。両者が辞めることで、1年遅れで昇進していた米内光政を表舞台に引き上げようと画策したのである。米内が第29期筆頭に昇格すれば、第32期の山本では指揮できない31期の対米強硬派を制圧でき、閑職に追いやられた百武や現場指揮官に任じられた長谷川を米内の後継者として海軍省に呼び戻すことも可能になるのである。それを期待して高橋と藤田は身を引いた。米内が一度は日独伊三国同盟を退けたことは両者の思惑通りであり、米内が両者の期待に応えたのは周知の通りである。しかし首相時代に陸軍から足を掬われ、急速に求心力を削がれていったのは想定外のことであった。高橋は1939年（昭和14年）に予備役編入を受けたため、太平洋戦争開戦前に対米戦に関して公的な意見を述べる資格を失っていた。

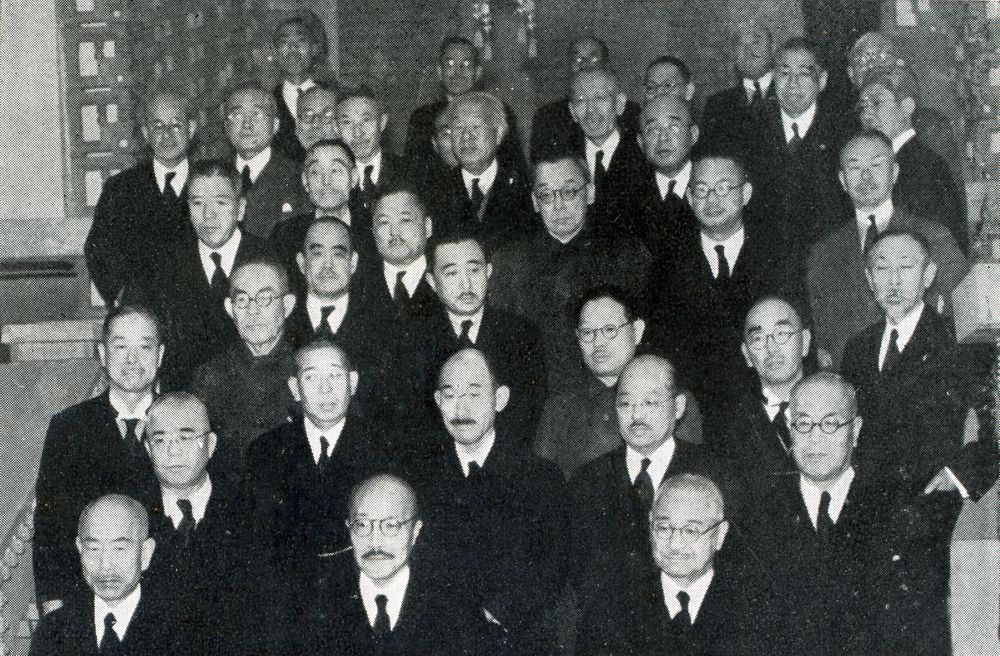
大政翼賛会にて。東条英機の右上中央。

軍事参議官時代から、趣味の油絵や書に没頭しつつ、東京港水上消防署設立協賛会会長などの名誉職を与えられて悠々自適な暮らしをしていた。
終戦後、1945年12月2日、GHQは日本政府に対し、高橋を逮捕するよう命令を出した（第三次逮捕者59名中の1人）。伏見宮総長・大角大臣がともに死亡し、左近司政三次官は大角人事で追放された避戦派のため捜査の対象外で、高橋は唯一逮捕拘禁が可能な首脳だったためである。巣鴨拘置所では意気消沈して一時期は抑鬱に近い無気力に陥ったが、笹川良一の励ましを受け、褌姿で放歌しつつ踊るなど自らを鼓舞し続け、不起訴釈放となった。後に公職追放となった。

## 人物
- 「三吉姐さん」の愛称で呼ばれたが、それは容貌からではなく、当時の東京の花柳界で非常にもてたこと、柳橋芸者が「～吉」「～奴」と名乗ることを「三吉」という名に引っかけたものだという。また、白金の洋館に住まい、油絵や書など芸術を好み、部下の面倒見がよくさっぱりした性格など、高橋の豊かな内面性に由来するともいう。
- 息子の高橋健二は終戦直後の東京で「サンドイッチマン」として活動し、鶴田浩二のヒット曲「街のサンドイッチマン」のモデルとなったといわれる。

## 栄典
位階
- 1903年（明治36年）4月10日 - 正八位[7]
- 1904年（明治37年）8月30日 - 従七位[8]
- 1915年（大正4年）11月11日 - 正六位[9]
- 1920年（大正9年）12月10日 - 従五位[10]
- 1926年（大正15年）1月15日 - 正五位[11]
- 1929年（昭和4年）12月28日 - 従四位[12]
- 1933年（昭和8年）12月1日 - 正四位[13]
- 1936年（昭和11年）5月1日 - 従三位
- 1939年（昭和14年）4月24日 - 正三位[14]

勲章等
- 1906年（明治39年）4月1日 - 功五級金鵄勲章・勲五等双光旭日章・明治三十七八年従軍記章[15]
- 1915年（大正4年）11月7日 - 旭日小綬章・大正三四年従軍記章[16]